# 正义王笏座
正义王笏座（拉丁語：Sceptrum et Manus Iustitiae），简称王笏座是一个已经被废除的星座，1679年由法国天文学家Augustin Royer创立，以表达对法国国王路易十四的尊敬。
正义王笏座位于现在的蝎虎座和仙女座。